# Rock Pit
ROCK PIT è il quarto album in studio degli High and Mighty Color, pubblicato il 19 marzo 2008.

## Il disco
ROCK PIT è l'unico album che non raccoglie i singoli pubblicati in precedenza non estratti da un album. Dreams, decimo singolo della band, è stato inserito nella raccolta 10 Color Singles. ROCK PIT contiene tre nuove versioni dei loro precedenti singoli, Amazing e Flashback/Komorebi no Uta, così come una reinterpretazione dei Luna Sea, ROSIER (già precedentemente inserita nel Luna Sea Memorial Cover Album). La terza traccia dell'album, Toxic, è stata utilizzata come tema d'apertura nel videogioco per PlayStation 2 Warriors Orochi: Rebirth of the Demon Lord.
L'album ha raggiunto la posizione #24 nella classifica Weekly Oricon, con 6 767 copie vendute nella prima settimana, e vi rimase per circa quattro settimane.

## Lista tracce

### CD
1. Amazing -Prelude of ROCK PIT- (Mākii, Yūsuke, SASSY) – 4:27
2. Break now! (Yūsuke, Kazuto) – 2:50
3. TOXIC (Yūsuke, SASSY) – 3:52
4. Flashback (Digital Grain Mix) ("フラッシュバック" -digital grain mix-?) (Mākii, Yūsuke, MEG) – 4:37
5. HINATA (Yūsuke, MEG) – 4:35
6. EARTH (Mākii, Yūsuke, MEG) – 4:48
7. *SKIT* (Yūsuke, MEG) – 1:30
8. Gambling (ギャンブリング?) (Mākii, Yūsuke, SASSY, MEG) – 2:37
9. Meki Meki (メキメキ?) (Yūsuke) – 3:23
10. ZERO SYMPATHY (Mackaz) – 2:40
11. ROSIER (Luna Sea) – 4:42
12. Tōkyō Night (東京ナイト?) (Mākii, Yūsuke, SASSY) – 4:24
13. Tegami (手紙?) (Yūsuke, SASSY) – 4:41
14. Komorebi no Uta (ROCK PIT Ver.) ("木漏レビノ歌" -ROCK PIT Ver.-?) (Yūsuke, Mākii) – 4:41

### DVD
1. HIGH and MIGHTY COLOR Show Time

## Formazione
- Mākii – voce
- Yūsuke – voce
- Kazuto – chitarra solista; cori in Break now!, HINATA, EARTH e ZERO SYMPATHY
- MEG – chitarra ritmica; cori in Break now!, HINATA, EARTH e ZERO SYMPATHY
- Mackaz – basso
- SASSY – batteria, programmazione

### Altri musicisti
- Mai Hoshimura – tastiere; pianoforte in Amazing -Prelude of ROCK PIT-